# Paul Iacono
Paul Stanley Iacono (Secaucus, 7 de setembro de 1988) é um ator e escritor dos Estados Unidos.
A carreira de Iacono começou quando ainda criança descobriu um talento para a representação Frank Sinatra e Ethel Merman. Ele levou sua representação a muitos teatros regionais em seu estado natal, Nova Jersey.

## Filmografia
| Filmes    | Filmes                                               | Filmes                      | Filmes |
| Ano       | Título                                               | Papel                       | Notas |
| --------- | ---------------------------------------------------- | --------------------------- | --- |
| 2013      | G.B.F (Gay Best Friend)                              | Brent Van Camp              | |
| 2012      | Mac & Devin Go to High School                        | Mahatma Chang Greenberg     | |
| 2009      | Fame                                                 | Neil Baczynsky              | Paul McGill. |
| 2009      | Consent                                              | Mickey                      | |
| 2008      | Return to Sleepaway Camp                             | Pee Pee                     | |
| 2005      | Shakes                                               | Young Shakes                | |
| 2005      | Glow Ropes: The Rise and Fall of a Bar Mitzvah Emcee | Ricky Lopefrawitz           | |
| 2004      | Winter Solstice                                      | Jr.                         | Não creditado |
| Televisão |                                                      |                             | |
| Ano       | Título                                               | Papel                       | Notas |
| 2010      | The Hard Times of RJ Berger                          | RJ Berger (papel principal) | |
| 2007      | Human Giant                                          | Billy Boy                   | 2 episódios (Mosh Pit!; Let's Go) |
| 2005      | The Naked Brothers Band: The Movie                   | Party Boy                   | Filme para televisão |
| 2002      | Dora the Explorer                                    | Benny the Bull              | 2 episódios (Super Map!; Maestra) |
| 1999      | As the World Turns                                   | Hospital Patient            | Episódio: 28 de julho de 1999 |
| 1999      | The Guiding Light                                    | James "The Lost Boy"        | Episódio: 18 de fevereiro de 1999 |
| 1998      | Late Night with Conan O'Brien                        | ele mesmo                   | Episódio: 8 de abril de 1998 |
| 1997-2002 | The Rosie O'Donnell Show                             | ele mesmo                   | 9 episódios (15 de maio 2002; 16 de abril de 2002; 17 de maio de 1999; 26 de janeiro de 1999; 4 de fevereiro de 1998; 12 de janeiro de 1998; 13 de outubro de 1997; 14 de maio de 1997; 23 de janeiro de 1997)) |
| 1995-1996 | Another World                                        | Jake Jr.                    | 2 episódios (24 de setembro de 1996; 5 de dezembro de 1995) |
| Teatro    |                                                      |                             | |
| Ano       | Título                                               | Papel                       | Notas |
| 2007      | The Dark at the Top of the Stairs                    | Punky Givens                | Transport Theatre Company Connelly Theatre, Nova Iorque. Estrelada por Winner Michele Pawk e Donna Lynne Champlin.                                                                                              |
| 2006      | Landscape of the Body                                | Donny                       | Signature Theatre, Nova Iorque. Estrelada por Lili Taylor e Sherie Rene Scott. |
| 1999      | Mame                                                 |                             | Paper Mill Playhouse, Millburn, New Jersey. With Christine Ebersole. |
| 1999      | Sail Away                                            |                             | Com Elaine Stritch e Marian Seldes. |
| 1998      | Adaptations of The Wizard of Oz                      |                             | Com Mickey Rooney. |
| 1997      | Children of Eden                                     | Donny                       | Paper Mill Playhouse, Millburn, New Jersey. Estrelada por Stephanie Mills. |